# HD 106252
HD 106252 es una estrella con una enana marrón compañera en la constelación de Virgo . Su magnitud visual aparente de 7,41 hace que esta estrella sea demasiado débil para ser visible a simple vista. Se encuentra a una distancia de 210 años luz del Sol según las mediciones de paralaje, y se aleja con una velocidad radial de 15 km/s
La clasificación estelar de HD 106252 es G0V, coincidiendo con unaestrella de tipo-G de la secuencia principal. Tiene un 5%  más de masa que el Sol y un 10% más de circunferencia. Esta estrella tiene unos tres mil millones de años con un bajo nivel de actividad magnética y está girando con una velocidad de rotación proyectada de 2 km/s. Está irradiando 1,3 veces la luminosidad del Sol desde su fotosfera a una temperatura efectiva de 5.890 K.
En 2001, el Observatorio Europeo Austral anunció que una compañera subestelar masiva orbitaba alrededor de la estrella.. El descubrimiento fue confirmado por un equipo diferente usando el telescopio Lick. Las observaciones astrométricas de Hipparcos en 2011 sugirieron que su masa real es probablemente de alrededor de 30.6 MJ , en el rango de las enanas marrones. La astrometría más precisa de Gaia en 2021 reveló una masa real más pequeña de 10.0 MJ.